# Saison 6 de Suits
Chronologie
Saison 5 Saison 7
Cet article présente les épisodes de la sixième saison de la série télévisée américaine Suits.

## Synopsis de la saison
Le cabinet d'avocats Pearson Specter Litt tente de sauver ce qui peut encore l'être après les retombées du procès de Mike alors que celui-ci tente de s'ajuster à la vie en prison qui se révèle être corrompue, violente et impitoyable.

## Distribution

### Acteurs principaux
- Gabriel Macht (VF : Lionel Tua) : Harvey Specter
- Patrick J. Adams (VF : Antoine Schoumsky) : Mike Ross
- Rick Hoffman (VF : Vincent Violette) : Louis Litt
- Meghan Markle (VF : Fily Keita) : Rachel Zane
- Sarah Rafferty (VF : Marie Diot) : Donna Paulsen
- Gina Torres (VF : Annie Milon) : Jessica Pearson (épisodes 1 à 10, et 16)

### Acteurs récurrents
- Aloma Wright (VF : Cathy Cerda) : Gretchen Bodinski[1]
- Paul Schulze (VF : Pierre-François Pistorio) : Frank Gallo
- Malcolm-Jamal Warner (VF : Namakan Koné) : Julius Rowe
- Erik Palladino (VF : Maurice Decoster) : Kévin Miller
- Neal McDonough (VF : Philippe Vincent) : Sean Cahill[1]
- Ian Reed Kessler (VF : Thibaut Belfodil) : Stu Buzzini[1]
- Alan Rosenberg (en) (VF : Jean-François Lescurat): William Sutter[1]
- Carly Pope (VF : Véronique Volta) : Tara Messer
- Glenn Plummer (VF : Jean-Baptiste Anoumon) : Leonard Bailey

### Invités
- John Pyper-Ferguson (VF : Laurent Mantel) : Jack Soloff
- Patrick Fischler (VF : Pierre Laurent) : Eliot Stemple
- David Hewlett : Nathan Byrnes

## Épisodes

### Épisode 1:Aux problèmes
- États-Unis : 13 juillet 2016 sur USA Network[2]
- Belgique : 29 avril 2018 sur RTL-TVI

Mike entre dans la prison fédérale de Danbury et se prépare à y rester deux ans, coupable d'avoir prétendu être avocat. Pendant ce temps, Rachel et Harvey partagent un verre et discutent de leur peine. Louis, Jessica et Donna sont toujours au bureau de Pearson Specter Litt et tente de trouver un moyen pour sauver le cabinet qui est désert de tout collaborateurs. Peu après, ils découvrent qu'ils doivent faire face à un procès qui réexaminera chaque affaire que Mike a touché et s'ils perdent, ils devront verser cent millions de dollars. Harvey et Louis ont une altercation à propos de leur rôle dans la chute du cabinet. Donna confronte Harvey en lui disant de rester car Mike s'est sacrifié afin que le cabinet reste debout. Harvey s'excuse auprès de Jessica et fume un joint avec elle avant de proposer à Louis qui décline avant de se laisser tenter. Benjamin informe alors les trois gérants que Pearson Specter Litt a été piraté : trois fichiers clients ont été volés avant qu'il ne puisse arrêter le hackeur. Les partenaires décident d'investir leurs propres fonds pour maintenir le cabinet. Louis est celui qui est le plus fortuné d'entre eux.

### Épisode 2:Payer sa dette
- États-Unis : 20 juillet 2016 sur USA Network
- Belgique : 29 avril 2018 sur RTL-TVI

- John Pyper-Ferguson (Jack Soloff)
- Patrick Fischler (Eliot Stemple)

### Épisode 3:Renaissance
- États-Unis : 27 juillet 2016 sur USA Network
- Belgique : 6 mai 2018 sur RTL-TVI

- David Hewlett (Nathan Byrnes)

Comme le cabinet a besoin de remonter la pente, Jessica a décidé de sous-louer une partie de Pearson-Specter-Litt. Après avoir fait échouer plusieurs entretiens, Louis finit par trouver des traders, qui selon lui ne poseront pas de problème. Seulement, il voit arriver le lendemain une bande de jeunes traders provocateurs et sans-gêne et comprend qu'il a fait une erreur. Il s'évertue à la réparer, mais il est trop tard.
De son côté, Harvey s'efforce de trouver de nouveaux clients. Donna lui a pris un rendez-vous avec William Sutter, un trader malhonnête qu'il méprise et avec qui il refuse catégoriquement de travailler ; de son côté, Sutter connaît la situation difficile du cabinet et compte dessus pour l'embaucher, d'autant que Jessica a posé un ultimatum à Harvey : s'il ne trouve pas un autre client, ils seront obligés de signer Sutter. Harvey contacte donc Nathan Byrnes, une de ses connaissances qui l'a toujours refusé, mais ce dernier voit des parts de son entreprise être achetées par Sutter pour le dissuader d'accepter l'offre de Harvey. Ce dernier parvient toutefois à régler le problème en achetant à son tour des parts de l'entreprise de Byrnes pour le contraindre de s'associer avec lui contre Sutter.

### Épisode 4:Une parenthèse
- États-Unis : 3 août 2016 sur USA Network
- Belgique : 6 mai 2018 sur RTL-TVI

Sean Cahill a mis un marché dans les mains de Harvey et Jessica : Mike pourra sortir sous peu s'il accepte de soutirer des informations à son codétenu sur une autre affaire. Mike n'est toutefois pas prêt à trahir Kevin, qui est la seule personne à qui il peut faire confiance dans la prison, et refuse le marché. Harvey s'arrange alors avec Sean Cahill pour faire sortir Mike quelques heures, afin de l'emmener voir Rachel ; après avoir passé du temps avec elle, Mike finit par changer d'avis.

### Épisode 5:Confiance
- États-Unis : 10 août 2016 sur USA Network
- Belgique : 13 mai 2018 sur RTL-TVI

Harvey et Mike apprennent qu'à travers Kevin, Sean Cahill vise son beau-père, William Sutter. Harvey doit donc accepter de prendre le milliardaire véreux et Kevin comme clients, mais la nouvelle relation entre Gallo et Mike complique l'entente entre codétenus. Mike demande donc l'aide du directeur de la prison pour lui permettre d'assurer sa part du marché, et le directeur commence à mettre la pression sur Kevin. Harvey s'assure que Gallo ne touchera plus Mike en devenant son avocat et en déposant en personne la motion demandant sa libération conditionnelle. En parallèle, Harvey pousse Cahill à lancer une procédure judiciaire contre Sutter, mais les deux hommes se surprennent à défendre leurs cas sérieusement devant le juge malgré leur arrangement.
Rachel apprend que le dossier Leonard Bailey qu'elle comptait défendre pour le Projet Innocence n'a pas été retenu car trop de preuves à charge ont été retenues. Persuadée de l'innocence de Bailey, elle décide d'utiliser les ressources et le soutien de Pearson Specter Litt. Jessica accepte, y voyant la chance de redorer le blason de sa firme.

### Épisode 6:Un Château en Espagne
- États-Unis : 17 août 2016 sur USA Network
- Belgique : 13 mai 2018 sur RTL-TVI

Cahill et Harvey continuent de travailler ensemble pour faire arrêter Sutter. Ils comptent toujours sur l'aide de Mike pour convaincre Kevin de le dénoncer; il s'avère que Kévin a en réalité créé le logiciel de trading dont se sert Sutter pour ses affaires. Toutefois, Mike est beaucoup moins enclin à fréquenter Kevin maintenant qu'il sait que ce dernier a failli tuer quelqu'un en conduisant en état d'ivresse, étant donné que ses parents sont morts de la même façon. Cahill veut récupérer le logiciel pour le soumettre à enquête, mais lors du procès, Harvey parvient à contrer cette demande en démontrant que Cahill a autrefois exigé un logiciel du même type et que l'entreprise en question a fait faillite quelques mois plus tard.
Jessica va voir Sutter à son tour pour le forcer à lui confier la gestion de toutes ses entreprises. Sutter se sert de ce chantage pour demander à Harvey de faire abandonner les poursuites contre lui, étant prêt à aller voir directement Jessica si Harvey refuse. Cahill parvient à contrer cette manœuvre en citant Sutter à comparaître. Harvey décide ensuite d'emmener Sutter à la prison pour le faire répéter sa future déposition avec Mike et Kevin, espérant voir le ressentiment se manifester entre beau-père et beau-fils. La manœuvre réussit et Kevin, contrarié, se confie enfin à Mike : s'il n'a pas dénoncé son beau-père, c'est parce que sa propre femme, Jill, était au courant des affaires malhonnêtes de Sutter, et Kevin ne peut le dénoncer sans incriminer sa femme. Plus tard, Cahill confie à Harvey qu'il a une motivation personnelle à faire tomber William Sutter et comme la motion a été acceptée par le juge, il veut savoir si Harvey est toujours prêt à laisser fuiter le code du logiciel.
De son côté, Louis cherche activement une maison dans les Hamptons pour la faire rénover à Tara. Donna réussit à réduire le temps d'acquisition de la propriété et l'aide à décorer, mais les propriétaires surprennent Tara et Louis pendant la visite de la maison, ce qui force Louis à avouer ses sentiments à Tara. Cette dernière en est profondément touchée, et accepte un futur diner.

### Épisode 7:Témoin clé
- États-Unis : 24 août 2016 sur USA Network
- Belgique : 20 mai 2018 sur RTL-TVI

Harvey a récupéré le logiciel de trading créé par Kévin et utilisé par Sutter pour incriminer ce dernier. Sutter se demande comment Cahill a pu mettre la main dessus, et Harvey décide de lui faire croire qu'il s'agit d'un de ses employés qui l'a vendu. Comme le temps presse, Harvey retourne voir Mike, qui refuse de lui répéter les aveux de Kevin, n'étant pas prêt à le trahir ni à mettre sa femme en danger. Ce dernier a également prévu de recevoir de l'argent de Sutter à sa libération, ce qui motive aussi son silence.
Mike réussit à faire venir la femme de Kevin à Danbury pour la convaincre de dénoncer son père et se sortir du cycle infernal dans lequel ils se trouvent, mais elle refuse d'entendre raison. Lorsque Kevin l'apprend, il est furieux et demande à changer de cellule. Mike lui avoue qu'il regrette d'avoir passé un accord pour sauver ses amis, même s'il tient à eux. Mais entretemps, Gallo a compris que Mike servait d'informateur à Harvey et menace de le révéler à Kevin si Harvey ne le fait pas libérer rapidement.
De son côté, Louis, déboussolé par Tara, demande conseil à Donna pour planifier un rendez-vous avec Tara. Donna refuse dans un premier temps, considérant que Louis doit se débrouiller seul, puis finit par lui conseiller un restaurant intimiste. Tara annonce alors à Louis qu'elle est déjà en couple avec un homme qui vit dans une autre ville et qui l'autorise à voir d'autres hommes en son absence, ce qui laisse Louis sans voix.
Quant à Rachel, elle a depuis peu décidé de s'impliquer dans le Projet Innocence, une sorte de bénévolat pour les étudiants de Columbia prévu pour innocenter les personnes accusées à tort. Rachel, appuyée par Jessica, a réussi à convaincre la juge de leur accorder une semaine supplémentaire pour qu'elles retrouvent un témoin qui peut innocenter Leonard. Rachel demande de l'aide à son père, qui finit par découvrir que le témoin en question est décédé.

### Épisode 8:Le Choix des armes
- États-Unis : 31 août 2016 sur USA Network
- Belgique : 20 mai 2018 sur RTL-TVI

L'accord qui aurait permis de libérer Mike n'est plus, mais Jessica fait comprendre à Harvey qu'il doit tout de même gagner le procès pour innocenter Sutter, ou le cabinet ne s'en relèvera pas. Lorsque Cahill présente son témoin durant le procès le lendemain, Harvey parvient à faire reporter le procès, le temps d'invalider le témoin de Cahill. Pour convaincre Kevin de pousser Jill à témoigner, Mike lui révèle qu'il est un informateur et qu'il a cherché à lui soutirer des informations, ce qui rend Kevin furieux. Il frappe Mike, avant d'être maitrisé par les gardiens et expédié à l'isolement. 
Mike oblige ensuite Gallo à utiliser ses relations pour faire sortir Kevin de l'isolement. Une fois ce dernier sorti de l'isolement et calmé, il explique comment Sutter a piégé sa fille tout en s'arrangeant pour qu'elle ne le dénonce pas. Harvey confronte ensuite Sutter, qui lui affirme qu'il lui importe peu que Jill aille en prison, puisqu'elle est jeune et ne risque que quelques années d'emprisonnement. Ce qu'il ne sait pas, c'est que Harvey a enregistré leur conversation et qu'après l'avoir entendue, Jill a définitivement accepté de se retourner contre son père. Avec l'accord de Jill, Sutter est dos au mur et est obligé de signer lui aussi un accord, ce qui règle une fois pour toutes l'affaire : il va en prison, Jill reste libre et Mike est libéré.

### Épisode 9:Bras de fer
- États-Unis : 7 septembre 2016 sur USA Network
- Belgique : 27 mai 2018 sur RTL-TVI

La libération de Mike prendra encore quelques jours, ce qui l'expose à Gallo ou à n'importe quel autre détenu qui sait qu'il a passé un accord. Harvey lui conseille donc de faire profil bas pendant qu'il s'efforce de respecter son engagement envers Gallo. Mais il doit faire face à un imprévu : Cameron Dennis ne veut pas voir Gallo être libéré et fera tout pour le contrecarrer. En outre, Mike doit également faire face à un problème : Cahill ne poursuivra pas Jill mais il a saisi tous ses biens, y compris l'argent qu'elle a gagné honnêtement. Pour contrebalancer ce problème, Mike cherche à faire sortir Kevin, mais cela irrite Cahill, qui bloque alors sa libération.
Cameron Dennis réussit à contrecarrer la libération de Gallo en relisant la plaidoirie de Harvey des années auparavant, lorsqu'il l'avait fait emprisonner, plaidoirie qui présente Gallo sous un jour peu flatteur ; puis il fait témoigner Mike des méfaits commis par Gallo depuis son arrivée en prison. Il s'avère que Dennis s'est engagé à faire libérer Kevin si Mike témoignait pour que Gallo reste en prison.
Kevin est libéré mais pas Mike, à la surprise de tous, mais en fait, Cahill sait car Mike a un plan. Dans la nuit, Gallo rejoint ensuite Mike dans sa cellule, prêt à le tuer, mais Mike parvient à le piéger en le filmant. Les gardiens ont ainsi la preuve de sa tentative de meurtre, et Harvey l'avertit que si quelqu'un s'en prend à Mike après sa sortie, Gallo retournera dans la prison de haute sécurité d'où il vient, là tout le monde sait qu'il est un informateur. Mike sort ensuite de prison, son œuvre achevée.

### Épisode 10:Une femme d'honneur
- États-Unis : 14 septembre 2016 sur USA Network
- Belgique : 27 mai 2018 sur RTL-TVI

Le jour du procès de Leonard est arrivé. Après avoir démontré que l'avocate précédente de Leonard n'avait pas fait correctement son travail, Jessica fait témoigner Leonard, afin qu'il présente sa version des faits et ses remords. Cette manœuvre est toutefois temporairement contrecarrée par le témoignage ému de Victor Forrest, le père d'une des supposées victimes de Leonard. Mais Rachel comprend que Victor a en réalité payé la cure de désintoxication de Maria Gomez sous un faux nom, le témoin qui aurait pu innocenter Leonard, car il s'était convaincu que Leonard était coupable et il considérait que le témoignage de Maria aurait pu le faire libérer. Après cet aveu, Jessica parvient à obtenir la libération définitive de Léonard. 
Cependant, en se consacrant à cette affaire, Jessica n'a pu s'occuper d'un problème majeur : les clients du cabinet commencent à envisager de se passer de ses services depuis qu'ils ont appris que William Sutter a été sacrifié pour sortir Mike de prison. Jim Reynolds, un des premiers clients de Jessica, est le premier à envisager de quitter Pearson Specter Litt. S'il se sépare du cabinet, les autres clients l'imiteront à coup sûr, et le cabinet ne s'en relèvera pas. Harvey et Louis parviennent à régler le problème en demandant à Stu Buzzini, le directeur de l'équipe de traders, de racheter l'entreprise de Jim pour forcer le conseil d'administration à les garder comme avocat.

### Épisode 12:Les Retrouvailles
- États-Unis : 1er février 2017 sur USA Network
- Belgique : 3 juin 2018 sur RTL-TVI

Harvey a décidé de reprendre contact avec sa famille. Il prend donc l'avion pour Boston, et invite sa mère à diner, mais il se renfrogne de nouveau lorsqu'elle lui laisse comprendre qu'il doit également s'excuser pour son absence. Elle avait en effet une relation extra-conjugale et avait demandé à Harvey de mentir à son père pour cacher la vérité, ce qu'il ne lui a jamais pardonné. Elle avait par ailleurs fait venir son amant à l'enterrement du père de Harvey. Toutefois, Marcus, le frère de Harvey, lui confie que leur mère et son amant (entretemps devenu son mari) ont pris soin de sa famille lorsqu'il est tombé malade. Cet aveu pousse Harvey à refaire un pas vers sa mère avant de rentrer à New York.

### Épisode 13:Prises de risque
- États-Unis : 8 février 2017 sur USA Network
- Belgique : 10 juin 2018 sur RTL-TVI

Sofia Price, la mère célibataire, a passé la nuit à l’hôpital parce que son enfant a fait une crise d'asthme. Elle n'a donc pas pu remettre le chèque que Mike lui a donné et risque l'expulsion. Mike attaque la partie adverse pour mise en danger de la vie d'autrui, et parvient à obtenir 25 000 dollars, mais Sofia veut une somme plus importante, car le traitement pour son fils demandera beaucoup d'argent. Comme l'avocate adverse refuse, ils retournent au procès malgré sa préparation par Mike, Oliver, un des avocats débutants du bureau d'aide juridique, perd ses moyens face à l'avocate adverse et ils perdent l'affaire.

### Épisode 14:Sur la corde raide
- États-Unis : 15 février 2017 sur USA Network
- Belgique : 10 juin 2018 sur RTL-TVI

Maintenant que Mike est d'accord, Harvey peut lui expliquer ce qu'il Attend de lui : ils doivent poursuivre Velocity Data Solutions, le concurrent de l'entreprise de Seidel, pour des sommes énormes afin de faire baisser le prix de leurs actions. Si c'est Pearson-Specter-Litt qui lance les poursuites, Velocity Data Solutions n'aura qu'à passer un accord pour régler l'affaire. C'est pourquoi le bureau d'aide juridique doit lancer les poursuites lui-même. Mike confie ainsi à Oliver la tâche de trouver un motif de poursuite contre l'entreprise.
Mike retrouve la trace de plusieurs mineurs qui ont contracté des problèmes de santé en travaillant pour une filiale de Velocity Data Solutions. James Palmer, le PDG de Velocity, n'est toutefois pas prêt à se laisser faire, et le fait clairement comprendre à Mike. Ce dernier confie ensuite l'affaire aux collaborateurs de Pearson-Specter-Litt et à Oliver, mais ce dernier ne peut s'empêcher de se demander si Mike n'a pas l'intention de quitter le bureau d'aide juridique. Mike finit toutefois par révéler son plan à Oliver, qui exige qu'il dise la vérité au directeur du bureau.
Après que Mike a refusé la compensation financière proposée par Palmer, ce dernier finit par comprendre le plan de Harvey et Mike, et apprend à Harvey que Seidel a menti lorsqu'il a dit que c'était sa maitresse qui avait dérobé sa technologie. Après s'être renseigné, Harvey comprend que Seidel a en réalité vendu lui-même sa technologie et espérait obtenir une compensation avant d'être doublé par Velocity. Il regrette toutefois son geste et veut prendre sa revanche sur Velocity pour que ses employés ne soient pas renvoyés, mais Harvey refuse d'aller au bout de l'accord qu'ils ont passé et le menace de le dénoncer s'il ne titularise pas Rachel et Mike comme prévu.

### Épisode 15:Quid pro quo
- États-Unis : 22 février 2017 sur USA Network
- Belgique : 17 juin 2018 sur RTL-TVI

Pensant que sa découverte lui apportera le succès, Harvey vient annoncer à Mike que leur tâche est achevée. Mike a toutefois de plus en plus de mal à accepter l'illégalité de ce qu'ils doivent accomplir, en particulier lorsque Harvey lui propose de faire chanter la femme qui a eu une relation avec Seidel pour le tirer d'affaire, et décide de laisser tomber. 
En dépit du refus de Mike, Harvey refuse d'abandonner son projet et demande à Rachel de l'aider à débusquer la femme en question, Holly Crowmell. Mais il doit aussi faire face à un autre problème : pour le contrer, Palmer a fait pression sur des clients du cabinet pour qu'ils changent d'avocat. Mettant cette menace de côté, Harvey et Rachel vont voir Holly et la forcent à lui révéler ce qu'elle a fait pour Palmer (Craig étant en réalité loin d'être la première personne à avoir été abusé par Holly). Harvey et Mike retournent ensuite voir Palmer et lui annoncent qu'ils ont toutes les informations pour le faire condamner pour espionnage industriel. Ils parviennent ainsi à l'obliger à indemniser les mineurs à hauteur de 200 millions de dollars et à réembaucher Craig.
De son côté, Donna a été approchée par Benjamin, le directeur technique du cabinet, pour créer un assistant numérique créé d'après sa personnalité. Après quelques ajustements, l'appareil fonctionne, et Donna et Benjamin peuvent ainsi le présenter à des investisseurs potentiels. S'ils semblent intéressés pendant le rendez-vous, Donna comprend qu'ils ne sont pas réellement convaincus de signer avec une assistante juridique et accepte finalement l'offre de Stu Buzzini, qui s'est assuré une grande part du marché.

### Épisode 16:Tout ou rien
- États-Unis : 1er mars 2017 sur USA Network
- Belgique : 17 juin 2018 sur RTL-TVI

Alors qu'ils se préparent à l'entretien du comité d'aptitude et de moralité, Harvey et Mike apprennent, atterrés, qu'Anita Gibbs remplace un des membres. Elle est toujours opposée à l'admission de Mike au barreau, ce qui réduit considérablement leurs chances. Harvey commence alors à chercher un moyen de la faire exclure du comité. Pour lui, Gibbs a forcément fait pression sur un des membres du comité pour prendre sa place et empêcher Mike d'être avocat. Il contacte donc un hacker pour chercher des casseroles sur Walter Samson, le membre du comité en question, mais ce dernier ne trouve rien. Il tente d'aller voir Samson directement, mais cela ne donne rien non plus. 
Lors de l'entretien, Mike démontre que le comité a déjà accepté d'admettre un criminel comme lui, qui avait été accusé de tentative d'assassinat, mais Gibbs résiste. Mike demande alors à Julius, le psychologue de la prison où il a séjourné, de témoigner en sa faveur afin de démontrer qu'il n'est plus le même homme et que sa candidature est recevable. Gibbs propose ensuite à Harvey de révéler qu'il savait que Mike n'était pas avocat pour accepter de lui donner sa voix, ce qui ferait radier Harvey du barreau. Il est prêt à envisager cette éventualité, n'ayant rien trouvé pour faire exclure Gibbs du comité.
Le lendemain, Jessica se présente à l'audience et apprend à tous qu'Anita Gibbs a autrefois fait preuve de clémence envers le filleul de Walter alors qu'il était étudiant en médecine et qu'il avait volé des médicaments. Elle fait valoir que cette marque de clémence a permis au jeune homme de devenir médecin urgentiste et d'aider régulièrement son prochain, chose que Mike fera si elle consent à lui accorder son vote. Cette intervention change la donne : Mike est admis, au soulagement et au ravissement général.